# Kentucky Derby
Kentucky Derby (udtale af derby: /ˈdɜːrbi/) er et hestevæddeløb, der afholdes hvert år i Louisville, Kentucky, i USA, den første lørdag i maj som afslutning af den to uger lange Kentucky Derby Festival. Løbet er i klasse I og er åbent for tre-årige fuldblodsheste, der løber over en distance på 1,25 miles (2 km) på Churchill Downs. Hingste og vallakker bærer 126 pounds (57 kilogram) og hopper 121 pounds (55 kilogram).
Løbet er i USA kendt som "De to mest spændende minutter i sport" eller "Den Hurtigste To Minutter i Sport" for løbets omtrentlige varighed, og kaldes også "The Run for the Roses" efter det  tæppe af roser, som vinderen draperes med.
Det er den første etape af den Amerikanske Triple Crown og efterfølges af Preakness Stakes, og herefter Belmont Stakes. I modsætning til Preakness og Belmont Stakes, som holdt pauser i 1891-1893 respektive 1911-1912, har Kentucky Derby været afholdt hvert år siden 1875. En hest skal vinde alle tre løb for at vinde Triple Crown. Ifølge organisationen "International Federation of Horseracing Authorities" er Kentucky Derby sammen med Whitney Handicap det største løb i Klasse I i USA udenfor løbene i Breeders' Cup.
Tilskuerantallet til Kentucky Derby er det største i Nordamerika til galopløb, og overgår normalt tilskuerantallet til alle andre løb, herunder Preakness Stakes, Belmont Stakes, og Breeders' Cup.
Ved det seneste løb i 2016 (det 142. løb) var præmiesummen til vinderen $2 millioner.

## Historie
I 1872 rejste oberst Meriwether Lewis Clark Jr., (et barnebarn til William Clark fra Lewis og Clark ekspeditionen) til England for at overvære det engelske Derby, en berømt løb, der var blevet afviklet hvert år siden 1780 i byen Epsom lidt syd for London. Derfra rejste Clark videre til Paris i Frankrig, hvor en gruppe af hestevæddeløbs-entusiaster havde dannet den franske Jockey Club , og havde arrangeret Grand Prix de Paris på Longchamp, der på det tidspunkt var den største løb i Frankrig.
Da Clarke kom tilbage til Kentucky, stiftede han Louisville Jockey Club med det formål at skaffe penge til at bygge en stor væddeløbsbane lige uden for byen. Banen fik navnet Churchill Downs, opkaldt efter John og Henry Churchill, der har tilvejebragt jorden hvorpå banen blev anlagt.
Kentucky Derby blev i begyndelsen afviklet over 1,5 miles (2,4 km), den samme distance som Epsom Derby. Afstanden blev i 1896 ændret til de nuværende 1,25 miles (2,0 km). Den 17. maj 1875 blev det første Derby afviklet foran et publikum på ca. 10.000 personer. I løbet deltog et felt af 15 tre-årige heste. anfægtede den første Derby. Det første Derby i Kentucky blev vundet af jockey'en Oliver Lewis på Aristides.
I årene efter det første løb voksede løbet langsomt og tiltrak sig større og større opmærksomhed. I 1894 blev "The New Louisville Jockey Club" stiftet og faciliteterne blev forbedret, o senere i 1902 blev anlægget overtaget af den lokale "Colonel" Matt Winn, der ledte et syndikat af forretningsmænd fra Louisville. Under Winn opnåede Churchill Downs stor fremgang og Kentucky Derby blev under ham det førende løb for fuldblodsheste i Nordamerika.
Fuldblodsejere begyndte at sende deres hurtige heste fra Derbyet til også at løbe et par uger senere ved Preakness Stakes på banen Pimlico Race Course, i Baltimore, Maryland, og herefter ved Belmont Stakes i Elmont, New York. Disse tre løb havde den største præmiesum, og blev i 1919 for første gang vundet af én hest, hesten Sir Barton. Udtrykket Triple Crown blev dog ikke anvendt før end i 1930, da Gallant Fox blev den anden hest, der vandt alle tre løb, hvorefter sportsjournalisten Charles Hatton anvendte udtrykket første gang om amerikansk galopsport. 
Den 16. maj 1925 blev løbet for første gang transmitteret "live" i det nye medium, radioen, og den 7. maj 1949 blev løbet for første gang sendt i et andet nyt medium, fjernsynet, da den lokale tv-station WAVE TV under netværket NBC sendte "live" i Louisville. Optagelsen blev senere sendt som en ugerevy i det øvrige USA via NBC. Løbet blev første gang sendt live i hele USA den 3. maj 1952 af CBS.
I 1954 udgjorde præmien til vinderen for første gang over $100.000. I 1968 blev vinderen for første - og foreløbig eneste - gang diskvalificeret på grund af brug af ulovlige medikamenter, da der blev fundet spor af phenylbutazon (et smertestillende og anti-inflammatorisk lægemiddel) urinprøven hos Dancer's Image. Brug af phenylbutazon blev tilladt i 1970. I 1970 deltog den første kvindelige jockey, da Diane Crump stillede op og blev nr. 15 på Fathom.
Den hurtigste tid nogensinde i Kentucky Derby (i sin nuværende distance) blev opnået i 1973, da Secretariat løb på 1:59.4. I løbet deltog også hesten Sham, der blev nr. 2, også i en tid på under 2 minutter. Den eneste anden hest - udover de to fra 1973 - der har løbet under to minutter, er Monarchos, der i 2001 løb på 1:59.97.

## Traditioner
I tillæg til selve løbet spiller en række traditioner en stor rolle i Derby-stemningen. Der serveres ved løbet en særlig drink, "The mint julep", en isafkølet drink bestående af bourbon, mynte og sukkersirup. Ligeledes serveres retten "burgoo", en tyk ragout af oksekød, kylling, svinekød og grøntsager, der også er en populær og traditionel del af Kentucky Derby.
Inderkredsen er åben for publikum, men det er vanskeligt at følge med i løbet fra inderkredsen, hvorfor de fleste tilskuere dér er der for at opleve stemning og fest. I kontrast hertil er "Millionaire' s Row" med de meget dyre billetter, hvorfra de rige og berømte overværer løbet. Som ved andre derbys har kvinderne blandt publikum ofte stilige dragter og store flotte hatte.
Ved præsentation af hestene spiller University of Louisville Marching Band Stephen Foster's "My Old Kentucky Home", en tradition, der begyndte i 1921.
Løbet tiltrækker tilskuere fra et stort område, og der flyver i hundredvis af private fly til Louisville International Airport.

## Rekorder
Flest sejre af en jockey
- 5 – Eddie Arcaro (1938, 1941, 1945, 1948, 1952)
- 5 – Bill Hartack (1957, 1960, 1962, 1964, 1969)

Flest sejre af en træner
- 6 – Ben A. Jones (1938, 1941, 1944, 1948, 1949, 1952)

Flest sejre af en ejer
- 8 – Calumet Farm (1941, 1944, 1948, 1949, 1952, 1957, 1958, 1968)

Hurtigste tid
- 1:59.40 – Secretariat (1973)

Største sejrmargin
- 8 længder – Old Rosebud (1914)
- 8 længder – Johnstown (1939)
- 8 længder – Whirlaway (1941)
- 8 længder – Assault (1946)

Største odds på en vinder
- 91 til 1 – Donerail (1913)

## Vindere
| År   | Vinder            | Jockey              | Træner                 | Ejer                                                                                 | Tid     |
| ---- | ----------------- | ------------------- | ---------------------- | ------------------------------------------------------------------------------------ | ------- |
| 2018 | Justify           | Mike Smith          | Bob Baffert            | China Horse Club, Head of Plains Partners, Starlight Racing og WinStar Farm          | 2:04.20 |
| 2017 | Always Dreaming   | John Velazquez      | Todd Pletcher          | MeB Racing, Brooklyn Boyz, Teresa Viola, St. Elias Stables, Siena Farm og West Point | 2:03.59 |
| 2016 | Nyquist           | Mario Gutierrez     | Doug O'Neill           | J. Paul Reddam                                                                       | 2:01.31 |
| 2015 | American Pharoah  | Victor Espinoza     | Bob Baffert            | Zayat Stables, LLC                                                                   | 2:03.02 |
| 2014 | California Chrome | Victor Espinoza     | Art Sherman            | Steve Coburn & Perry Martin                                                          | 2:03.66 |
| 2013 | Orb               | Joel Rosario        | Claude McGaughey III   | Stuart S. Janney III & Phipps Stable                                                 | 2:02.89 |
| 2012 | I'll Have Another | Mario Gutierrez     | Doug O'Neill           | J. Paul Reddam                                                                       | 2:01.83 |
| 2011 | Animal Kingdom    | John Velazquez      | H. Graham Motion       | Team Valor International                                                             | 2:02.04 |
| 2010 | Super Saver       | Calvin Borel        | Todd Pletcher          | WinStar Farm                                                                         | 2:04.45 |
| 2009 | Mine That Bird    | Calvin Borel        | Bennie L. Woolley, Jr. | Double Eagle Ranch et al.                                                            | 2:02.66 |
| 2008 | Big Brown         | Kent Desormeaux     | Richard E. Dutrow, Jr. | IEAH Stables / P. Pompa                                                              | 2:01.82 |
| 2007 | Street Sense      | Calvin Borel        | Carl Nafzger           | James B. Tafel                                                                       | 2:02.17 |
| 2006 | Barbaro           | Edgar Prado         | Michael R. Matz        | Lael Stables                                                                         | 2:01.36 |
| 2005 | Giacomo           | Mike E. Smith       | John Shirreffs         | Jerry & Ann Moss                                                                     | 2:02.75 |
| 2004 | Smarty Jones      | Stewart Elliott     | John Servis            | Someday Farm                                                                         | 2:04.06 |
| 2003 | Funny Cide        | Jose Santos         | Barclay Tagg           | Sackatoga Stable                                                                     | 2:01.19 |
| 2002 | War Emblem        | Victor Espinoza     | Bob Baffert            | Thoroughbred Corp.                                                                   | 2:01.13 |
| 2001 | Monarchos         | Jorge F. Chavez     | John T. Ward, Jr.      | John C. Oxley                                                                        | 1:59.97 |
| 2000 | Fusaichi Pegasus  | Kent Desormeaux     | Neil Drysdale          | Fusao Sekiguchi                                                                      | 2:01.00 |
| 1999 | Charismatic       | Chris Antley        | D. Wayne Lukas         | Bob & Beverly Lewis                                                                  | 2:03.20 |
| 1998 | Real Quiet        | Kent Desormeaux     | Bob Baffert            | Michael E. Pegram                                                                    | 2:02.20 |
| 1997 | Silver Charm      | Gary Stevens        | Bob Baffert            | Bob & Beverly Lewis                                                                  | 2:02.40 |
| 1996 | Grindstone        | Jerry Bailey        | D. Wayne Lukas         | Overbrook Farm                                                                       | 2:01.00 |
| 1995 | Thunder Gulch     | Gary Stevens        | D. Wayne Lukas         | Michael Tabor                                                                        | 2:01.20 |
| 1994 | Go for Gin        | Chris McCarron      | Nick Zito              | William J. Condren & Joseph M. Cornacchia                                            | 2:03.60 |
| 1993 | Sea Hero          | Jerry Bailey        | MacKenzie Miller       | Rokeby Stables                                                                       | 2:02.40 |
| 1992 | Lil E. Tee        | Pat Day             | Lynn S. Whiting        | W. Cal Partee                                                                        | 2:03.00 |
| 1991 | Strike the Gold   | Chris Antley        | Nick Zito              | BCC Stable                                                                           | 2:03.00 |
| 1990 | Unbridled         | Craig Perret        | Carl Nafzger           | Frances A. Genter                                                                    | 2:02.00 |
| 1989 | Sunday Silence    | Pat Valenzuela      | Charlie Whittingham    | H-G-W Partners                                                                       | 2:05.00 |
| 1988 | Winning Colors    | Gary Stevens        | D. Wayne Lukas         | Eugene V. Klein                                                                      | 2:02.20 |
| 1987 | Alysheba          | Chris McCarron      | Jack Van Berg          | D. & P. Scharbauer                                                                   | 2:03.40 |
| 1986 | Ferdinand         | Bill Shoemaker      | Charlie Whittingham    | Elizabeth A. Keck                                                                    | 2:02.80 |
| 1985 | Spend A Buck      | Angel Cordero, Jr.  | Cam Gambolati          | Dennis Diaz                                                                          | 2:00.20 |
| 1984 | Swale             | Laffit Pincay, Jr.  | Woody Stephens         | Claiborne Farm                                                                       | 2:02.40 |
| 1983 | Sunny's Halo      | Eddie Delahoussaye  | David C. Cross, Jr.    | D. J. Foster Stable                                                                  | 2:02.20 |
| 1982 | Gato Del Sol      | Eddie Delahoussaye  | Edwin J. Gregson       | Hancock & Peters                                                                     | 2:02.40 |
| 1981 | Pleasant Colony   | Jorge Velasquez     | John P. Campo          | Buckland Farm                                                                        | 2:02.00 |
| 1980 | Genuine Risk      | Jacinto Vasquez     | LeRoy Jolley           | Diana M. Firestone                                                                   | 2:02.00 |
| 1979 | Spectacular Bid   | Ronnie Franklin     | Bud Delp               | Hawksworth Farm                                                                      | 2:02.40 |
| 1978 | Affirmed          | Steve Cauthen       | Laz Barrera            | Harbor View Farm                                                                     | 2:01.20 |
| 1977 | Seattle Slew      | Jean Cruguet        | William H. Turner, Jr. | Karen L. Taylor                                                                      | 2:02.20 |
| 1976 | Bold Forbes       | Angel Cordero, Jr.  | Laz Barrera            | E. Rodriguez Tizol                                                                   | 2:01.60 |
| 1975 | Foolish Pleasure  | Jacinto Vasquez     | LeRoy Jolley           | John L. Greer                                                                        | 2:02.00 |
| 1974 | Cannonade         | Angel Cordero, Jr.  | Woody Stephens         | John M. Olin                                                                         | 2:04.00 |
| 1973 | Secretariat       | Ron Turcotte        | Lucien Laurin          | Meadow Stable                                                                        | 1:59.40 |
| 1972 | Riva Ridge        | Ron Turcotte        | Lucien Laurin          | Meadow Stud                                                                          | 2:01.80 |
| 1971 | Canonero II       | Gustavo Avila       | Juan Arias             | Edgar Caibett                                                                        | 2:03.20 |
| 1970 | Dust Commander    | Mike Manganello     | Don Combs              | Robert E. Lehmann                                                                    | 2:03.40 |
| 1969 | Majestic Prince   | Bill Hartack        | Johnny Longden         | Frank M. McMahon                                                                     | 2:01.80 |
| 1968 | Forward Pass      | Ismael Valenzuela   | Henry Forrest          | Calumet Farm                                                                         | 2:02.20 |
| 1967 | Proud Clarion     | Bobby Ussery        | Loyd Gentry, Jr.       | Darby Dan Farm                                                                       | 2:00.60 |
| 1966 | Kauai King        | Don Brumfield       | Henry Forrest          | Ford Stable                                                                          | 2:02.00 |
| 1965 | Lucky Debonair    | Bill Shoemaker      | Frank Catrone          | Ada L. Rice                                                                          | 2:01.20 |
| 1964 | Northern Dancer   | Bill Hartack        | Horatio Luro           | Windfields Farm                                                                      | 2:00.00 |
| 1963 | Chateaugay        | Braulio Baeza       | James P. Conway        | Darby Dan Farm                                                                       | 2:01.80 |
| 1962 | Decidedly         | Bill Hartack        | Horatio Luro           | El Peco Ranch                                                                        | 2:00.40 |
| 1961 | Carry Back        | Johnny Sellers      | Jack A. Price          | Katherine Price                                                                      | 2:04.00 |
| 1960 | Venetian Way      | Bill Hartack        | Victor J. Sovinski     | Sunny Blue Farm                                                                      | 2:02.40 |
| 1959 | Tomy Lee          | Bill Shoemaker      | Frank E. Childs        | Fred & Juliette Turner                                                               | 2:02.20 |
| 1958 | Tim Tam           | Ismael Valenzuela   | Jimmy Jones            | Calumet Farm                                                                         | 2:05.00 |
| 1957 | Iron Liege        | Bill Hartack        | Jimmy Jones            | Calumet Farm                                                                         | 2:02.20 |
| 1956 | Needles           | David Erb           | Hugh L. Fontaine       | D & H Stable                                                                         | 2:03.40 |
| 1955 | Swaps             | Bill Shoemaker      | Mesh Tenney            | Rex C. Ellsworth                                                                     | 2:01.80 |
| 1954 | Determine         | Raymond York        | William Molter         | Andrew J. Crevolin                                                                   | 2:03.00 |
| 1953 | Dark Star         | Hank Moreno         | Eddie Hayward          | Cain Hoy Stable                                                                      | 2:02.00 |
| 1952 | Hill Gail         | Eddie Arcaro        | Ben A. Jones           | Calumet Farm                                                                         | 2:01.60 |
| 1951 | Count Turf        | Conn McCreary       | Sol Rutchick           | Jack J. Amiel                                                                        | 2:02.60 |
| 1950 | Middleground      | William Boland      | Max Hirsch             | King Ranch                                                                           | 2:01.60 |
| 1949 | Ponder            | Steve Brooks        | Ben A. Jones           | Calumet Farm                                                                         | 2:04.20 |
| 1948 | Citation          | Eddie Arcaro        | Ben A. Jones           | Calumet Farm                                                                         | 2:05.40 |
| 1947 | Jet Pilot         | Eric Guerin         | Tom Smith              | Maine Chance Farm                                                                    | 2:06.80 |
| 1946 | Assault           | Warren Mehrtens     | Max Hirsch             | King Ranch                                                                           | 2:06.60 |
| 1945 | Hoop Jr.          | Eddie Arcaro        | Ivan H. Parke          | Fred W. Hooper                                                                       | 2:07.00 |
| 1944 | Pensive           | Conn McCreary       | Ben A. Jones           | Calumet Farm                                                                         | 2:04.20 |
| 1943 | Count Fleet       | Johnny Longden      | Don Cameron            | Fannie Hertz                                                                         | 2:04.00 |
| 1942 | Shut Out          | Wayne D. Wright     | John M. Gaver, Sr.     | Greentree Stable                                                                     | 2:04.40 |
| 1941 | Whirlaway         | Eddie Arcaro        | Ben A. Jones           | Calumet Farm                                                                         | 2:01.40 |
| 1940 | Gallahadion       | Carroll Bierman     | Roy Waldron            | Milky Way Farm                                                                       | 2:05.00 |
| 1939 | Johnstown         | James Stout         | Jim Fitzsimmons        | Belair Stud                                                                          | 2:03.40 |
| 1938 | Lawrin            | Eddie Arcaro        | Ben A. Jones           | Herbert M. Woolf                                                                     | 2:04.80 |
| 1937 | War Admiral       | Charley Kurtsinger  | George Conway          | Glen Riddle Farm                                                                     | 2:03.20 |
| 1936 | Bold Venture      | Ira Hanford         | Max Hirsch             | Morton L. Schwartz                                                                   | 2:03.60 |
| 1935 | Omaha             | Willie Saunders     | Jim Fitzsimmons        | Belair Stud                                                                          | 2:05.00 |
| 1934 | Cavalcade         | Mack Garner         | Bob Smith              | Brookmeade Stable                                                                    | 2:04.00 |
| 1933 | Brokers Tip       | Don Meade           | Herbert J. Thompson    | Edward R. Bradley                                                                    | 2:06.80 |
| 1932 | Burgoo King       | Eugene James        | Herbert J. Thompson    | Edward R. Bradley                                                                    | 2:05.20 |
| 1931 | Twenty Grand      | Charley Kurtsinger  | James G. Rowe, Jr.     | Greentree Stable                                                                     | 2:01.80 |
| 1930 | Gallant Fox       | Earl Sande          | Jim Fitzsimmons        | Belair Stud                                                                          | 2:07.60 |
| 1929 | Clyde Van Dusen   | Linus McAtee        | Clyde Van Dusen        | Herbert P. Gardner                                                                   | 2:10.80 |
| 1928 | Reigh Count       | Chick Lang          | Bert S. Michell        | Fannie Hertz                                                                         | 2:10.40 |
| 1927 | Whiskery          | Linus McAtee        | Fred Hopkins           | Harry P. Whitney                                                                     | 2:06.00 |
| 1926 | Bubbling Over     | Albert Johnson      | Herbert J. Thompson    | Edward R. Bradley                                                                    | 2:03.80 |
| 1925 | Flying Ebony      | Earl Sande          | William B. Duke        | Gifford A. Cochran                                                                   | 2:07.60 |
| 1924 | Black Gold        | J. D. Mooney        | Hanley Webb            | Rosa M. Hoots                                                                        | 2:05.20 |
| 1923 | Zev               | Earl Sande          | David J. Leary         | Rancocas Stable                                                                      | 2:05.40 |
| 1922 | Morvich           | Albert Johnson      | Fred Burlew            | Benjamin Block                                                                       | 2:04.60 |
| 1921 | Behave Yourself   | Charles Thompson    | Herbert J. Thompson    | Edward R. Bradley                                                                    | 2:04.20 |
| 1920 | Paul Jones        | Ted Rice            | Billy Garth            | Ral Parr                                                                             | 2:09.00 |
| 1919 | Sir Barton        | Johnny Loftus       | H. Guy Bedwell         | J. K. L. Ross                                                                        | 2:09.80 |
| 1918 | Exterminator      | William Knapp       | Henry McDaniel         | Willis Sharpe Kilmer                                                                 | 2:10.80 |
| 1917 | Omar Khayyam      | Charles Borel       | Charles T. Patterson   | Billings & Johnson                                                                   | 2:04.60 |
| 1916 | George Smith      | Johnny Loftus       | Hollie Hughes          | John Sanford                                                                         | 2:04.00 |
| 1915 | Regret            | Joe Notter          | James G. Rowe, Sr.     | Harry P. Whitney                                                                     | 2:05.40 |
| 1914 | Old Rosebud       | John McCabe         | Frank D. Weir          | Hamilton C. Applegate                                                                | 2:03.40 |
| 1913 | Donerail          | Roscoe Goose        | Thomas P. Hayes        | Thomas P. Hayes                                                                      | 2:04.80 |
| 1912 | Worth             | Carroll H. Shilling | Frank M. Taylor        | Henry C. Hallenbeck                                                                  | 2:09.40 |
| 1911 | Meridian          | George Archibald    | Albert Ewing           | Richard F. Carman                                                                    | 2:05.00 |
| 1910 | Donau             | Frederick Herbert   | George Ham             | William Gerst                                                                        | 2:06.40 |
| 1909 | Wintergreen       | Vincent Powers      | Charles Mack           | Jerome B. Respess                                                                    | 2:08.20 |
| 1908 | Stone Street      | Arthur Pickens      | J. W. Hall             | C. E. & J. W. Hamilton                                                               | 2:15.20 |
| 1907 | Pink Star         | Andy Minder         | W. H. Fizer            | J. Hal Woodford                                                                      | 2:12.60 |
| 1906 | Sir Huon          | Roscoe Troxler      | Pete Coyne             | Bashford Manor Stable                                                                | 2:08.80 |
| 1905 | Agile             | Jack Martin         | Robert Tucker          | Samuel S. Brown                                                                      | 2:10.75 |
| 1904 | Elwood            | Shorty Prior        | Charles E. Durnell     | Mrs. C. E. Durnell                                                                   | 2:08.50 |
| 1903 | Judge Himes       | Hal Booker          | John P. Mayberry       | Charles R. Ellison                                                                   | 2:09.00 |
| 1902 | Alan-a-Dale       | Jimmy Winkfield     | Thomas C. McDowell     | Thomas C. McDowell                                                                   | 2:08.75 |
| 1901 | His Eminence      | Jimmy Winkfield     | Frank B. Van Meter     | Frank B. Van Meter                                                                   | 2:07.75 |
| 1900 | Lieut. Gibson     | Jimmy Boland        | Charles Hughes         | Charles H. Smith                                                                     | 2:06.25 |
| 1899 | Manuel            | Fred Taral          | Robert J. Walden       | A. H. & D. H. Morris                                                                 | 2:12.00 |
| 1898 | Plaudit           | Willie Simms        | John E. Madden         | John E. Madden                                                                       | 2:09.00 |
| 1897 | Typhoon II        | Buttons Garner      | J. C. Cahn             | J. C. Cahn                                                                           | 2:12.50 |
| 1896 | Ben Brush         | Willie Simms        | Hardy Campbell, Jr.    | Mike F. Dwyer                                                                        | 2:07.75 |
| 1895 | Halma             | Soup Perkins        | Byron McClelland       | Byron McClelland                                                                     | 2:37.50 |
| 1894 | Chant             | Frank Goodale       | H. Eugene Leigh        | Leigh & Rose                                                                         | 2:41.00 |
| 1893 | Lookout           | Eddie Kunze         | William McDaniel       | Cushing & Orth                                                                       | 2:39.25 |
| 1892 | Azra              | Alonzo Clayton      | John H. Morris         | Bashford Manor Stable                                                                | 2:41.50 |
| 1891 | Kingman           | Isaac Murphy        | Dud Allen              | Jacobin Stable                                                                       | 2:52.25 |
| 1890 | Riley             | Isaac Murphy        | Edward Corrigan        | Edward Corrigan                                                                      | 2:45.00 |
| 1889 | Spokane           | Thomas Kiley        | John Rodegap           | Noah Armstrong                                                                       | 2:34.50 |
| 1888 | Macbeth II        | George Covington    | John Campbell          | Chicago Stable                                                                       | 2:38.00 |
| 1887 | Montrose          | Isaac Lewis         | John McGinty           | Labold Brothers                                                                      | 2:39.25 |
| 1886 | Ben Ali           | Paul Duffy          | Jim Murphy             | J. B. A. Haggin                                                                      | 2:36.50 |
| 1885 | Joe Cotton        | Erskine Henderson   | Abe Perry              | James T. Williams                                                                    | 2:37.25 |
| 1884 | Buchanan          | Isaac Murphy        | William Bird           | William Cottrill                                                                     | 2:40.25 |
| 1883 | Leonatus          | Billy Donohue       | Raleigh Colston        | Chinn & Morgan                                                                       | 2:43.00 |
| 1882 | Apollo            | Babe Hurd           | Green B. Morris        | Morris & Patton                                                                      | 2:40.00 |
| 1881 | Hindoo            | Jim McLaughlin      | James G. Rowe, Sr.     | Dwyer Bros. Stable                                                                   | 2:40.00 |
| 1880 | Fonso             | George Lewis        | Tice Hutsell           | J. Snell Shawhan                                                                     | 2:37.50 |
| 1879 | Lord Murphy       | Charlie Shauer      | George Rice            | Darden & Co                                                                          | 2:37.00 |
| 1878 | Day Star          | Jimmy Carter        | Lee Paul               | T. J. Nichols                                                                        | 2:37.25 |
| 1877 | Baden-Baden       | Billy Walker        | Edward D. Brown        | Daniel Swigert                                                                       | 2:38.00 |
| 1876 | Vagrant           | Bobby Swim          | James Williams         | William Astor, Jr.                                                                   | 2:38.25 |
| 1875 | Aristides         | Oliver Lewis        | Ansel Williamson       | Hal P. McGrath                                                                       | 2:37.75 |

- Løbet var planlagt til 1/4 sekund fra 1875 til 1905, at 1/5 sekund fra 1906 til 2000 og til 1/100 sekund siden 2001.
- Angiver en Triple Crown vinder.
- angiver en hoppe.
- I 1968 kom Dancer's Image, redet af Bobby Ussery, trænet af Lou Cavalaris, Jr., og ejet af Peter Fuller, først over målstregen, blev diskvalificeret efter en urinprøve afslørede spor af et forbudt stof i hesten. Det pågældende lægemiddel - phenylbutazon - er nu lovligt til brug på væddeløbsheste i mange lande, herunder Kentucky.

## Eksterne links
- Kentucky Derby (officiel hjemmeside)
- Kentucky Derby-Museet
- The Courier-Journal's Derby Site